# Sigrid Klausmann
Sigrid Klausmann (* 10. Januar 1955 in Furtwangen im Schwarzwald) ist eine deutsche Regisseurin und Drehbuchautorin.

## Leben
Sigrid Klausmann absolvierte von 1972 bis 1974 eine Ausbildung zur staatlich geprüften Sport- und Gymnastiklehrerin und war anschließend bis 1985 als Lehrerin unter anderem in der Schule Schloss Salem tätig. Parallel zu ihrer schulischen Lehrtätigkeit begann Klausmann 1979, als Lehrerin für Modern Dance und als Choreografin zu arbeiten. Sie war unter anderem für die Choreografie der Musicals Die Räuber von Kardemomme (1992) und Der überaus starke Willibald (1996) sowie der Tanztheaterstücke Freiheit (1997) und Unterwegs (2000) verantwortlich.
Klausmann ist seit 1985 mit dem Schauspieler Walter Sittler verheiratet. Die beiden haben drei erwachsene Kinder und leben in Stuttgart.

## Filmografie
- 2007: Fliegen wirst du noch! (Regie und Drehbuch)
- 2009: Lisette und ihre Kinder (Regie und Drehbuch)
- 2010: Thomas Hitzlsperger und die Township Kinder (Regie und Drehbuch)
- 2016: Nicht ohne uns! (Regie und Drehbuch)